# Francisco de Mendoza y Pacheco
Para otros personajes de nombre similar, véase Francisco Mendoza.

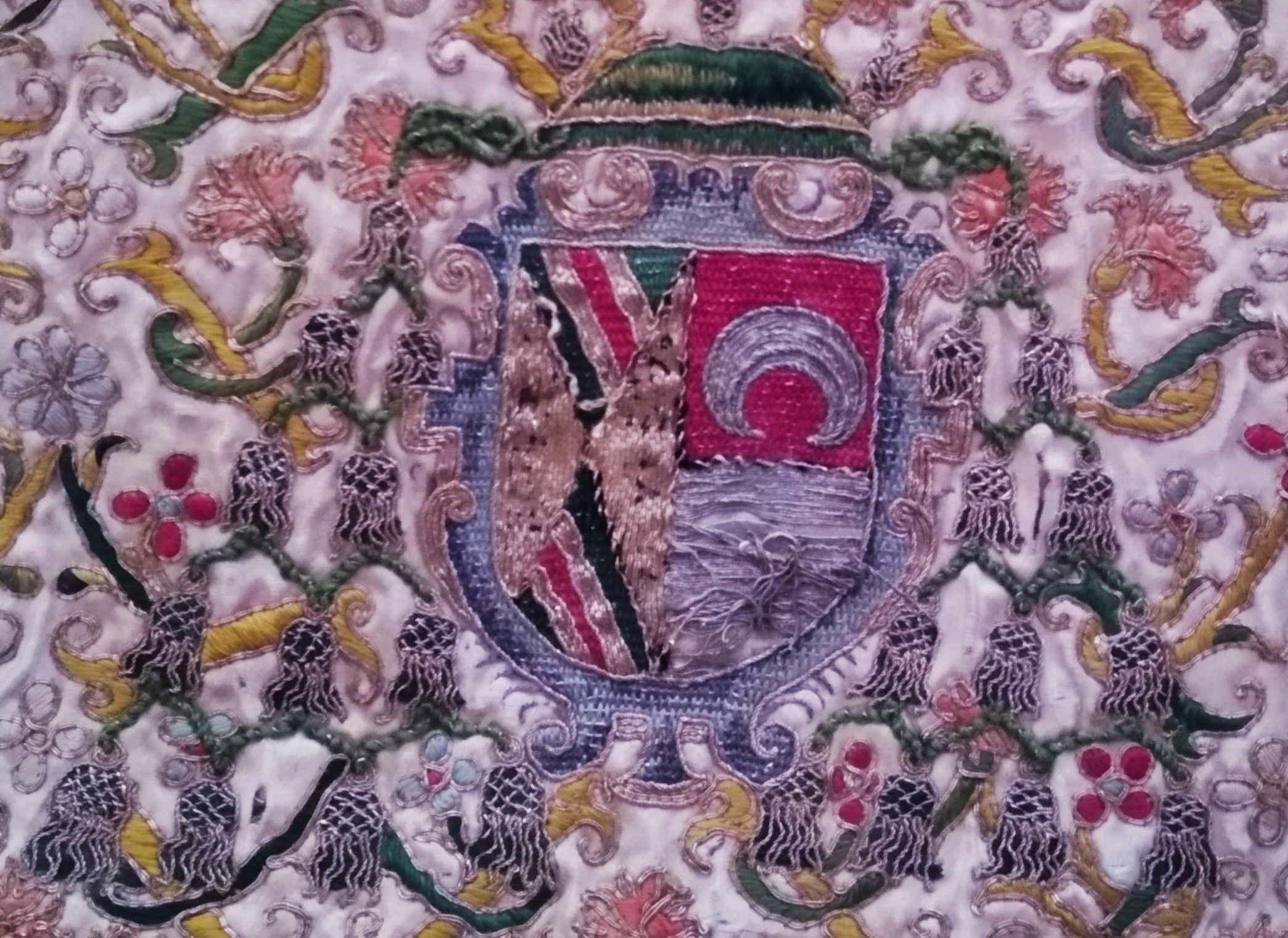
Escudo en casulla.

Francisco de Mendoza y Pacheco (?-Espira, 1543) fue un eclesiástico español; obispo de Jaén y consejero del emperador Carlos V.

## Biografía
Hijo de los marqueses de Mondéjar Íñigo López de Mendoza y Quiñones y Francisca Pacheco. 
Fue obispo de Jaén; bajo su mandato se fundó la Universidad de Baeza por San Juan de Ávila. 
Llegó a Jaén acompañado de su confesor Martín Pérez de Ayala. 
Tuvo además el cargo de consejero de Carlos V lo que le llevó a estar parte de su pontificado ausente de la diócesis, y delegó en el licenciado Pedro de Mérida como provisor del obispado. 
Acompañó al rey en varios viajes y murió en uno de ellos a Espira. 
Participó en el Concilio de Trento. En ocasiones es mencionado como cardenal, aunque no consta que lo fuera.
| Predecesor: Esteban Gabriel Merino | Obispo de Jaén 1538-1543 | Sucesor: Pedro Pacheco Ladrón de Guevara |